# Bosnia ottomana
La provincia della Bosnia o pascialato di Bosnia fu una provincia-chiave ottomana, la più occidentale, in massima parte basata sul territorio dell'attuale Stato della Bosnia ed Erzegovina.

## Storia
Durante l'epoca ottomana fu dapprima un Sangiaccato (sanjak ) e, dopo il 1580, un Pascialato (pashaluk) diviso in diversi sanjak.
A metà del XVII secolo, al suo apogeo, il pascialato di Bosnia copriva tutto il territorio dell'attuale Bosnia ed Erzegovina come pure gran parte della Slavonia, Lika e Dalmazia, oggi nella Croazia. Comprendeva otto sangiaccati e 29 capitanerie (avamposti militari):
- sangiaccato di Požega (2 capitanerie militari)
- sangiaccato di Bosnia (7 capitanerie)
- sangiaccato di Bihać (4 capitanerie)
- sangiaccato di Krka-Lika (7 capitanerie)
- sangiaccato di Clissa (4 capitanati)
- sangiaccato di Erzegovina (4 capitanerie)
- sangiaccato di Zvornik
- sangiaccato di Cernik

Tuttavia le continue guerre ottomane in Europa provocarono il significativo decremento territoriale della provincia durante quello stesso secolo. Dopo il trattato di Karlowitz, la provincia fu ridotta a quattro Sangiaccati (tre dei quali ridotti inoltre di dimensione) e dodici capitanerie. Prima del trattato di Passarowitz, furono formate altre 28 capitanerie militari, più di metà delle quali lungo la frontiera. Questo tipo di amministrazione militare intensiva corrispondeva alla Frontiera militare absburgica dall'altra parte della medesima linea di confine.
Nel 1833, il territorio della regione dell'Erzegovina fu separata dal pascialato di Bosnia e costituita nel separato pascialato di Erzegovina, il cui vizir fu Ali Pascià Rizvanbegović. Dopo la sua morte nel 1851, i Pascialati di Bosnia ed Erzegovina furono assorbiti in una nuova entità, chiamata Bosnia ed Erzegovina.

## Capitali
Il primo centro della provincia di Bosnia fu Sarajevo (Saraybosna) tra il 1463 e il 1583 e, ancora, tra il 1851 e il 1878. Altri centri furono Banja Luka (Banjaluka, Banyaluka o Banaluka) tra il 1583 e il 1686, e Travnik tra il 1686 e il 1851.